# 5686 Chiyonoura
5686 Chiyonoura este un asteroid din centura principală de asteroizi.

## Descriere
5686 Chiyonoura este un asteroid din centura principală de asteroizi. A fost descoperit pe 20 decembrie 1990 la Kushiro de Masanori Matsuyama și Kazuro Watanabe. Asteroidul prezintă o orbită caracterizată de o semiaxă mare de 2,38 ua, o excentricitate de 0,21 și o înclinație de 1,5° în raport cu ecliptica.